# 徳島県道187号長原港線
徳島県道187号長原港線（とくしまけんどう187ごう ながはらこうせん）は、徳島県板野郡松茂町を通る一般県道である。

## 概要
全体的に2車線の県道である。路線名は長原港線であるが、路線の指定自体は長原港からの道の途中、松茂町笹木野からとなっている。

### 路線データ
- 起点：板野郡松茂町笹木野八山開拓
- 終点：板野郡松茂町広島東裏（松茂町笹木野交差点、国道28号交点）
- 距離：1.427 km[1]

## 歴史
- 1959年（昭和34年）1月31日 - 徳島県道67号長原港線として認定。
- 1972年（昭和47年）3月10日 - 現在の徳島県道187号として再認定。

## 地理

### 通過する自治体
- 徳島県
  - 板野郡松茂町

### 交差する道路
| 交差する道路 | 交差する場所 | 交差する場所              |
| ------------ | ------------ | ------------------------- |
| 国道28号     | 広島東裏     | 松茂町笹木野交差点 / 終点 |

### 沿線
- 松茂町立松茂中学校
- 松茂町役場